# Baranyajenő
Baranyajenő (deutsch Jening) ist eine ungarische  Gemeinde im Kreis Hegyhát im Komitat Baranya.

## Geografie
Die Gemeinde Baranyajenő liegt in Südtransdanubien, dem Land jenseits der Donau in Südungarn. Die sogenannte Schwäbische Türkei bildet in Baranyajenő, in zentraler Lage, einen Schnittpunkt. Zwei Kilometer nördlich vom Dorfzentrum befindet sich das Dreikomitateneck. Hier liegt die Grenze von Baranya (Branau) mit dem Ort Baranyajenő, Tolna (Tolnau) mit dem Ort Jágónak und Somogy (Schomodei) mit dem Ort Kercseliget.

## Ortsnamen
Ursprünglich war der Ort Baranyajenő unter dem Namen Gyenő bekannt. Bis ins 19. Jahrhundert hieß der Ort dann Jenő. Genau zu Beginn des 20. Jahrhunderts, also am 1. Januar 1901, wurde der Ortsname schließlich von Jenő nach Baranyajenő geändert, da es vorher zu Verwechslungen mit gleichnamigen (Jenő) Orten in Ungarn kam.

## Geschichte
Erstmals urkundlich erwähnt wird Baranyajenő im Jahr 1283.
Am 1. Dezember 1944 marschierten sowjetische Truppen in Baranyajenő ein und veranlassten am 27. Dezember 1944 per Dekret die Deportation aller deutschen Frauen zwischen 18 und 30 Jahren und aller deutschen Männer zwischen 17 und 45 Jahren zur Zwangsarbeit in der Sowjetunion.
Zwischen 1946 und 1948 veranlasste die damalige kommunistische ungarischen Regierung die Vertreibung aller deutschsprachigen Bürger, „die sich zu ihrer deutschen Muttersprache bekennen und volksdeutscher Abstammung sind“ (Wortlaut der damaligen behördlichen Verfügung). Ihr Besitz wurde enteignet. Die Vertreibung gründete sich auf die Abkommen von Jalta und Potsdam, die das Schicksal Deutschlands und der Deutschen nach dem Zweiten Weltkrieg bestimmen sollten.

## Religionen
Die Mehrzahl der Bewohner Baranyajenős sind der römisch-katholischen Kirche zugehörig. An der 1820 eingeweihten und 2003 renovierten katholischen Kirche von Baranyajenő findet sich eine Gedenktafel mit der folgenden Aufschrift: „Die Mauern dieser Kirche sind jahrhundertelang Zeitzeugen dafür gewesen, dass die Ungarn und die eingesiedelten Schwaben zusammen gesungen und ihren gemeinsamen Gott gelobt haben in Frieden und Liebe bis zur Vertreibung in den Jahren 1946 und 1948, wo sie sich mit der ungarischen Hymne vom Vaterland verabschieden ließen.“

## Sehenswürdigkeiten
- Römisch-katholische Kirche Szűz Mária Szent neve, erbaut 1822

## Verkehr
Durch Baranyajenő führt die Hauptstraße Nr. 66. Der nächstgelegene Bahnhof befindet sich ungefähr zehn Kilometer östlich in der Stadt Sásd.

## Fotogalerie

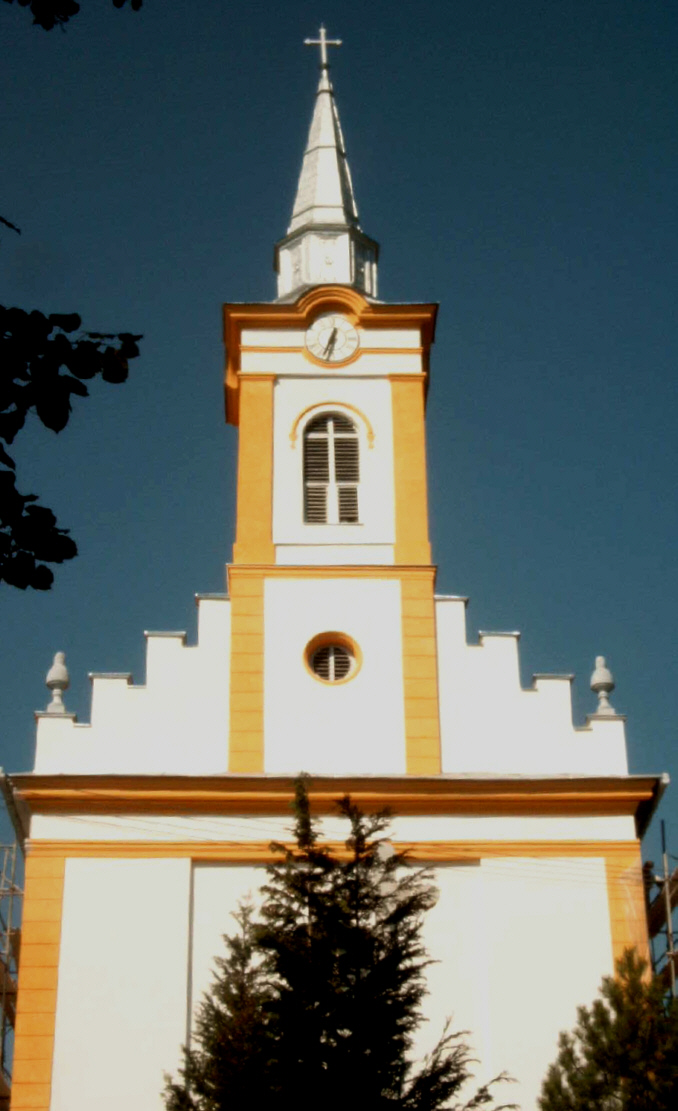
Blick auf die renovierte Kirche 2003
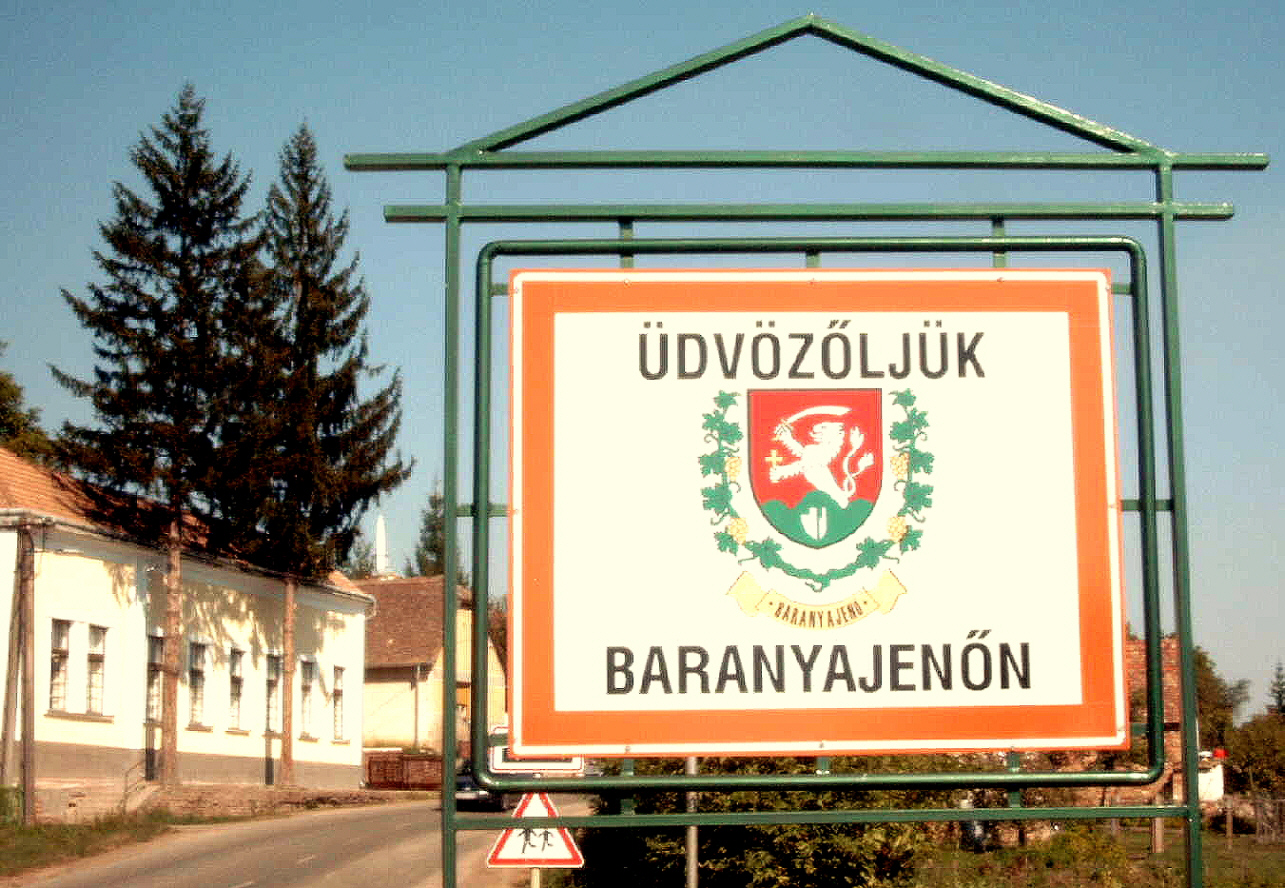
Begrüßungstafel am Ortseingang Baranyajenős
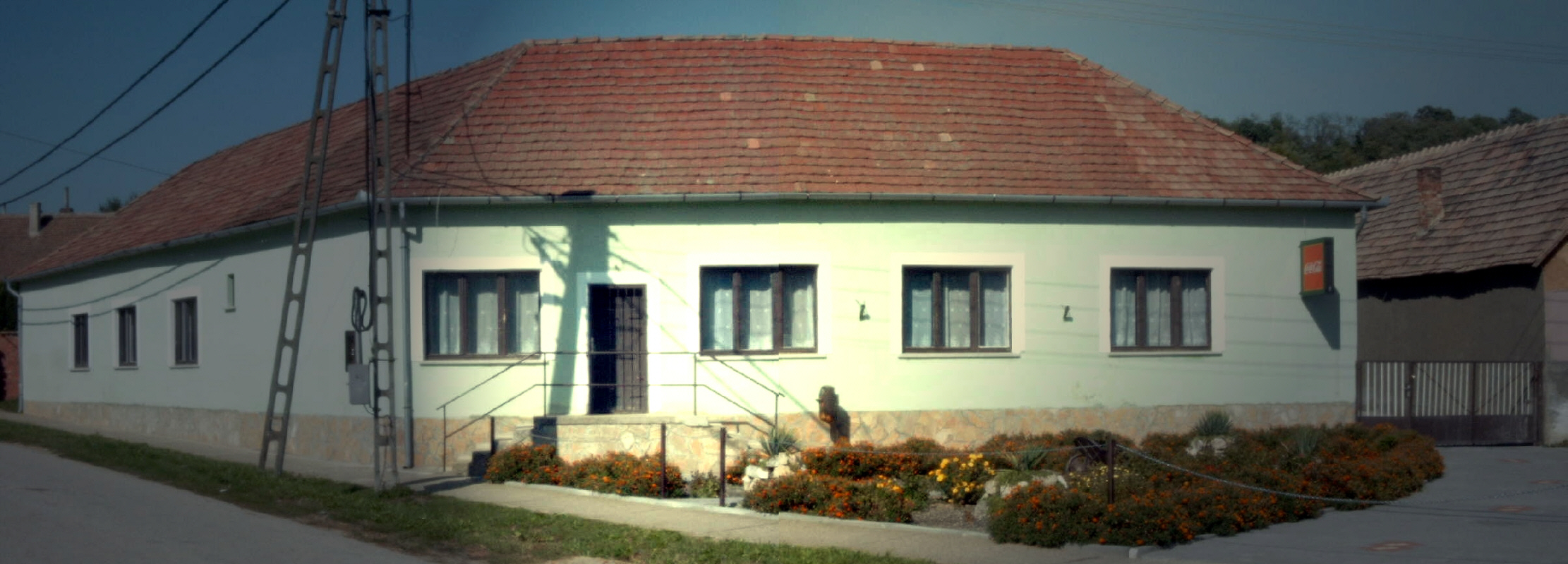
Kulturhaus von Baranyajenő
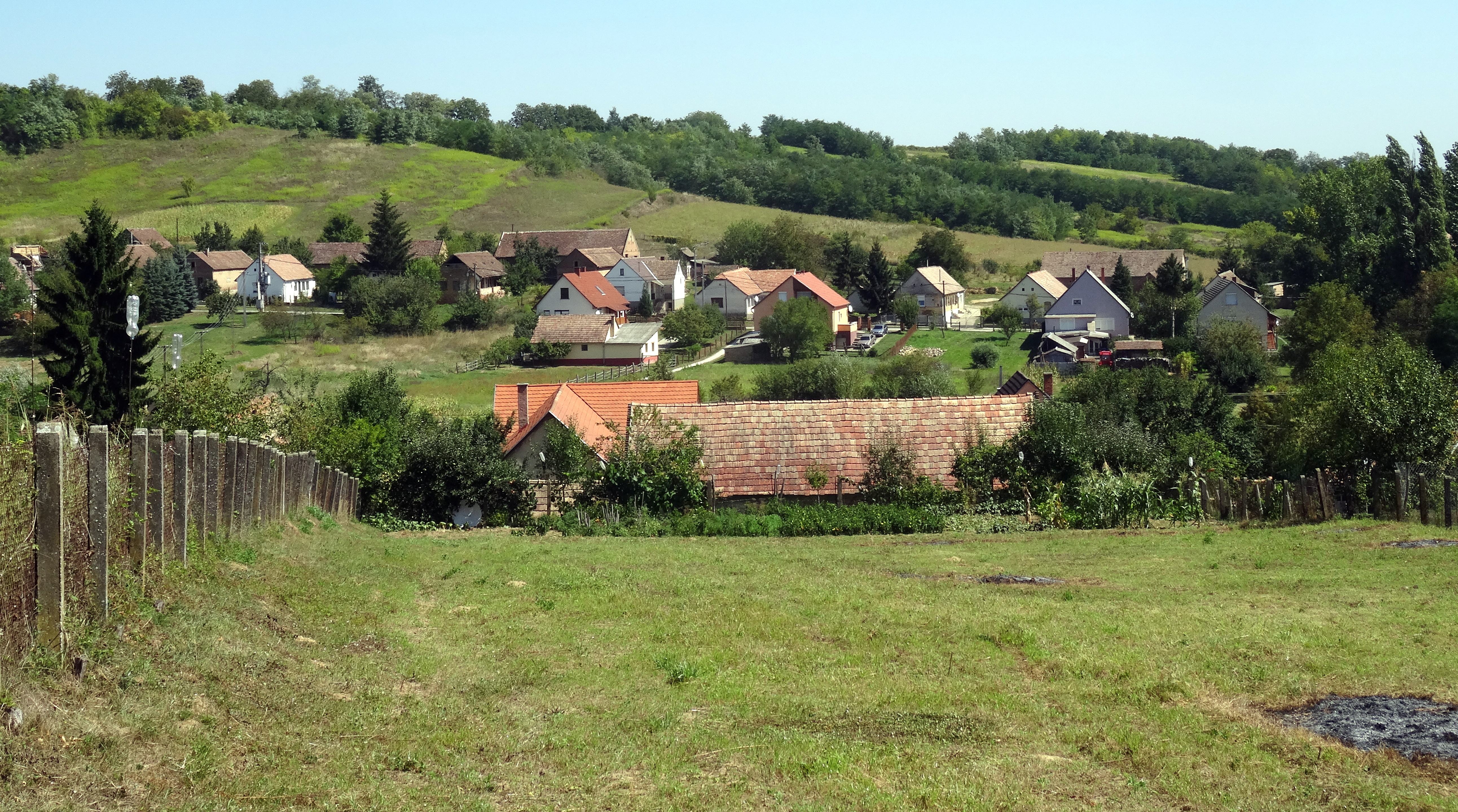
Blick von der Kirche auf Baranyajenő
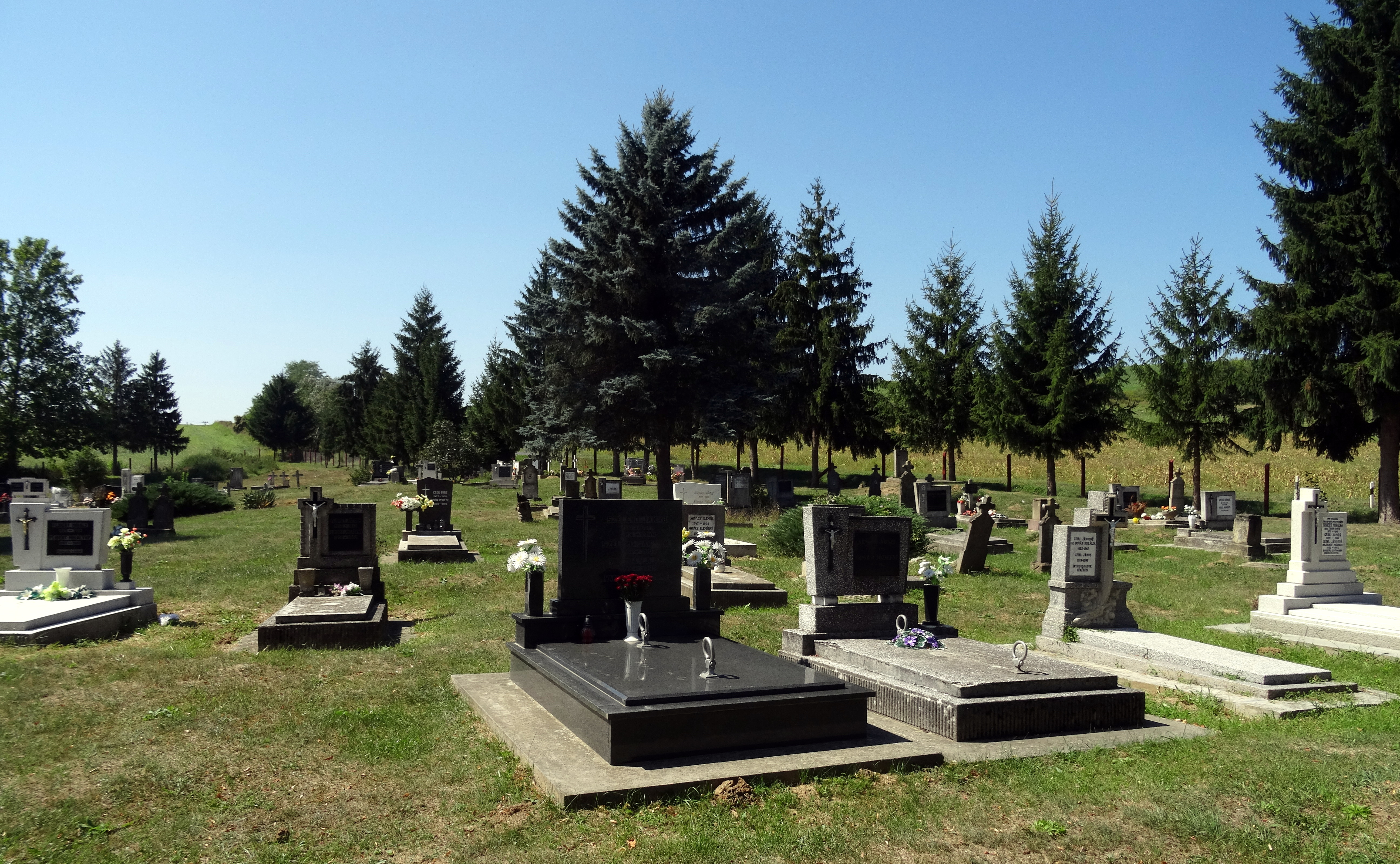
Friedhof von Baranyajenő
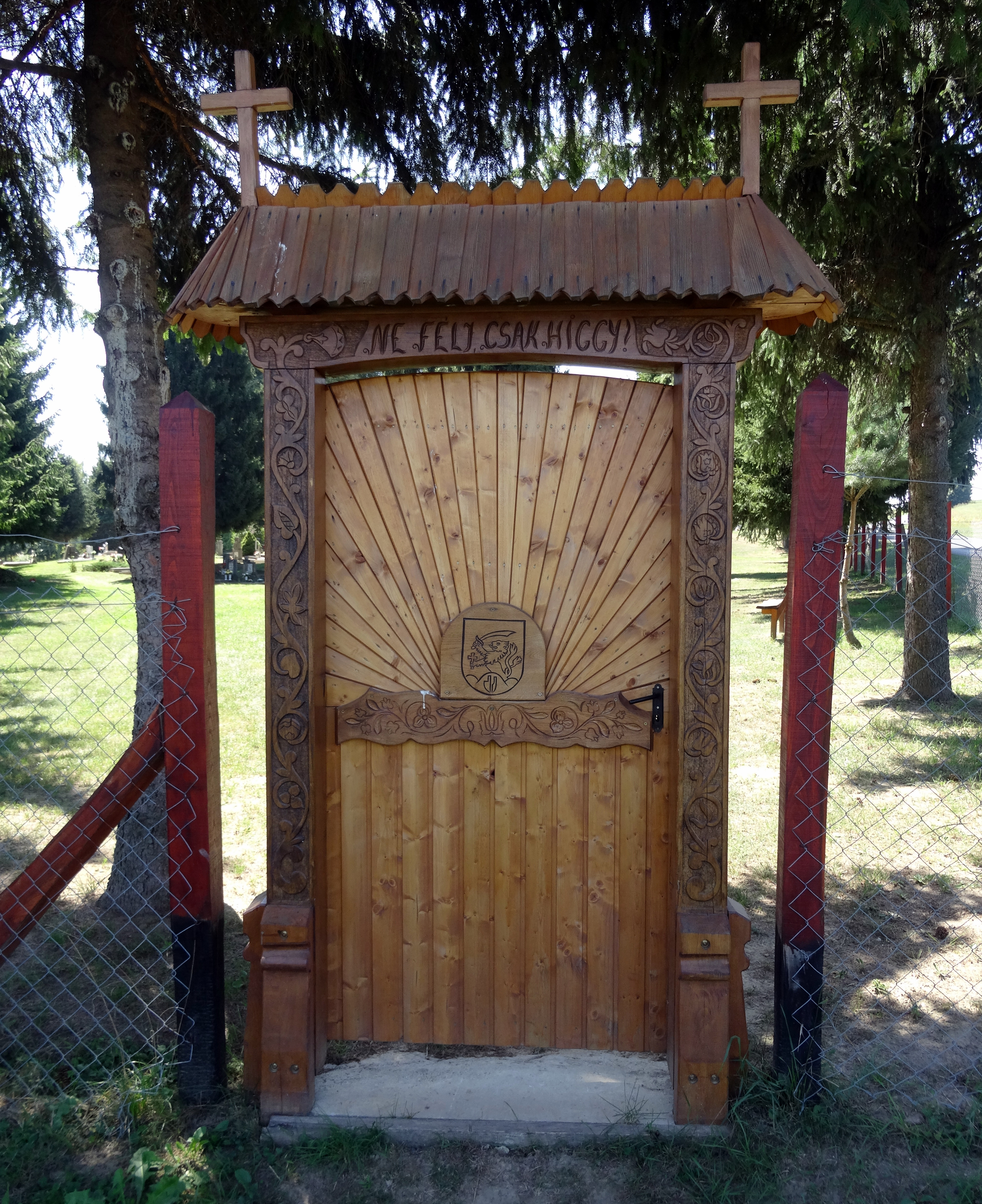
Eingang zum Friedhof von Baranyajenő
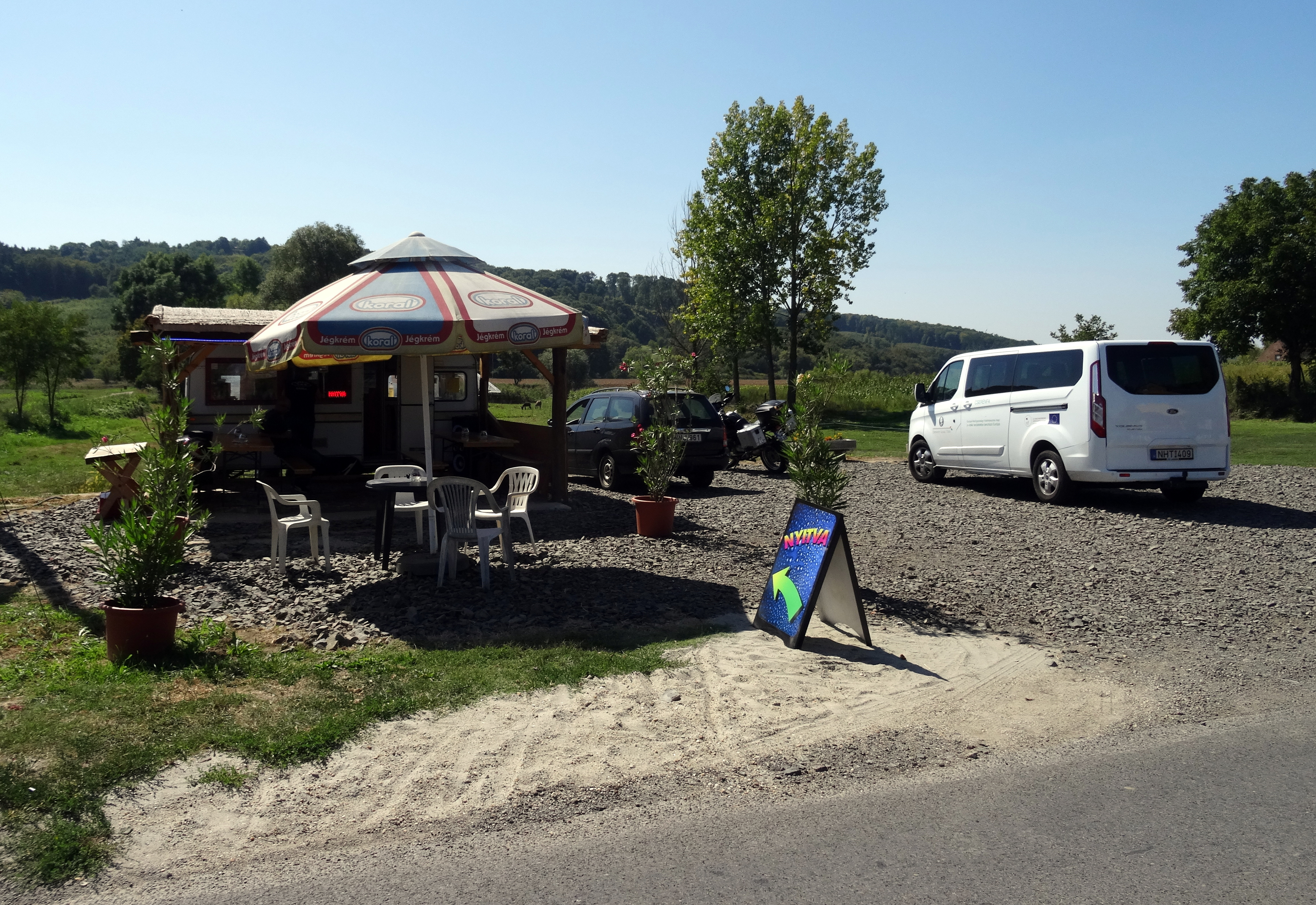
Einziger Imbiss in Baranyajenő
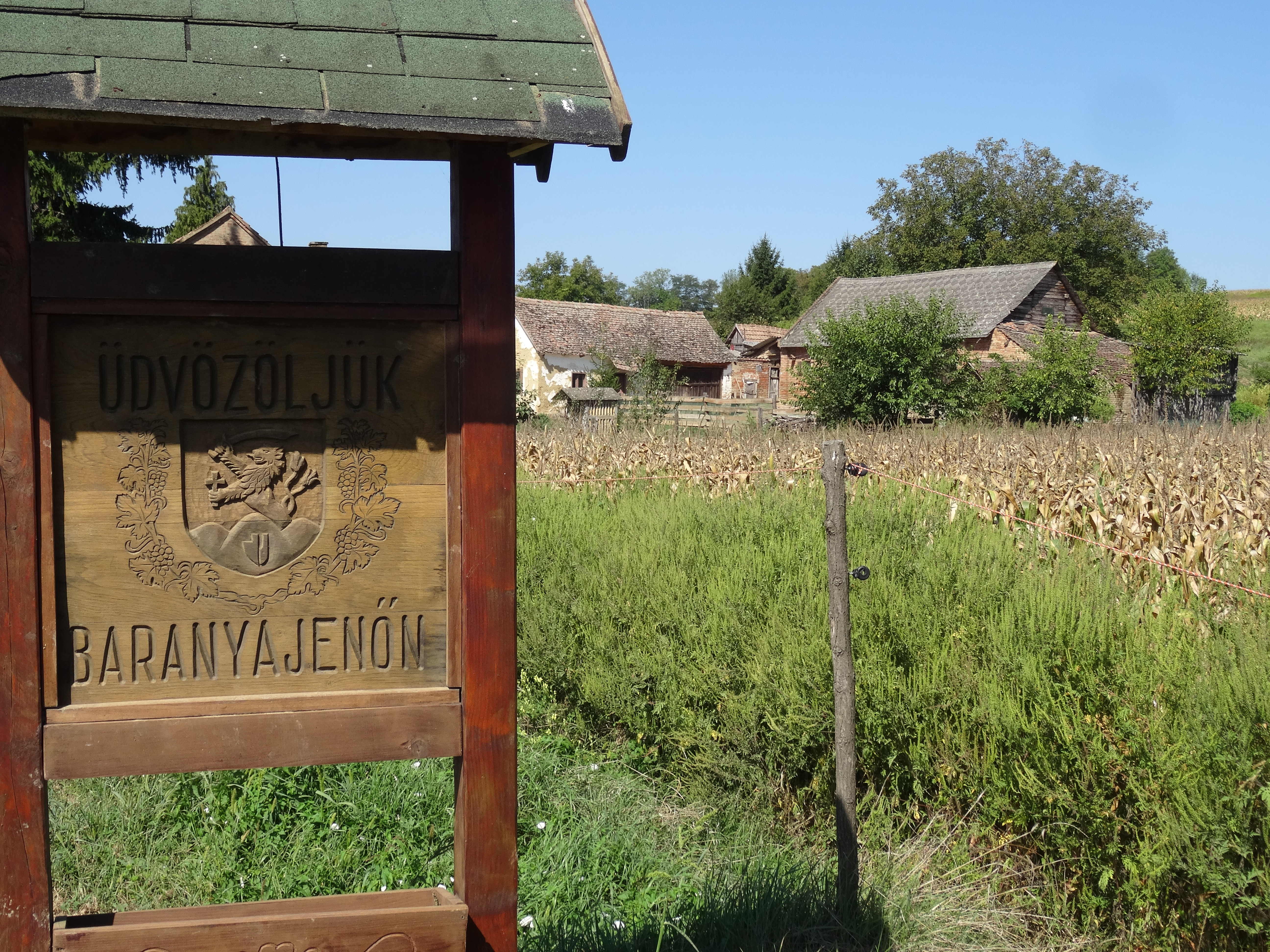
Altes Ortsschild von Baranyajenő